# Brad Peyton
Brad Peyton (Gander, 27 maggio 1978) è un regista, sceneggiatore, produttore cinematografico e produttore televisivo canadese.

## Biografia
Nato a Gander, nella provincia di Terranova e Labrador (Canada), si è laureato al Canadian Film Centre. Si è fatto notare grazie al cortometraggio gotico Evelyn: The Cutest Evil Dead Girl. Inizialmente presentato ai soli compagni di scuola, grazie all'aiuto del regista Jeremy Podeswa ha potuto presentare il cortometraggio in vari festival internazionali, tra cui Toronto International Film Festival.
Nel 2006 crea e produce la serie televisiva What It's Like Being Alone, realizzata con la tecnica claymation, andata in onda su CBC Television. Nel 2010 dirige Cani & gatti - La vendetta di Kitty. Nel 2012 dirige Viaggio nell'isola misteriosa con Dwayne Johnson, sequel di Viaggio al centro della Terra. Nel 2015 dirige nuovamente Dwayne Johnson nel film catastrofico San Andreas. Nello stesso anno dirige anche l'horror Incarnate - Non potrai nasconderti con protagonista Aaron Eckhart. 

## Filmografia

### Regista
- Cani & gatti - La vendetta di Kitty (Cats & Dogs: The Revenge of Kitty Galore) (2010)
- Viaggio nell'isola misteriosa (Journey 2: The Mysterious Island) (2012)
- San Andreas (2015)
- Incarnate - Non potrai nasconderti (2016)
- Rampage - Furia animale (Rampage) (2018)
- Atlas (2024)

### Sceneggiatore
- What It's Like Being Alone – serie TV (2006)
- Pirate's Passage – film TV (2015)
- Dr. Dimensionpants – serie TV (2014-2015)

### Produttore
- What It's Like Being Alone – serie TV (2006)
- Suck, regia di Rob Stefaniuk (2009)
- Pirate's Passage – film TV (2015)
- Dr. Dimensionpants – serie TV (2014-2015)
- Daybreak – serie TV (2019)